# BSA Super Rocket
La BSA Super Rocket est une moto lancée en 1957 équipée d'un moteur bicylindre vertical de 646 cm3 refroidi par air produite par la Birmingham Small Arms Company (BSA) à Small Heath, Birmingham. C'était un modèle sportif amélioré de la série de motos BSA A10 développé à partir de la BSA Road Rocket. Malgré une réputation de fiabilité la série A10 avait du mal à rivaliser avec les moteurs Triumph et les châssis Norton Featherbed. Le modèle a été abandonné en 1963 avec l'introduction de la série des moteurs avec boite de vitesses intégrée BSA A65.

## Conception et développement

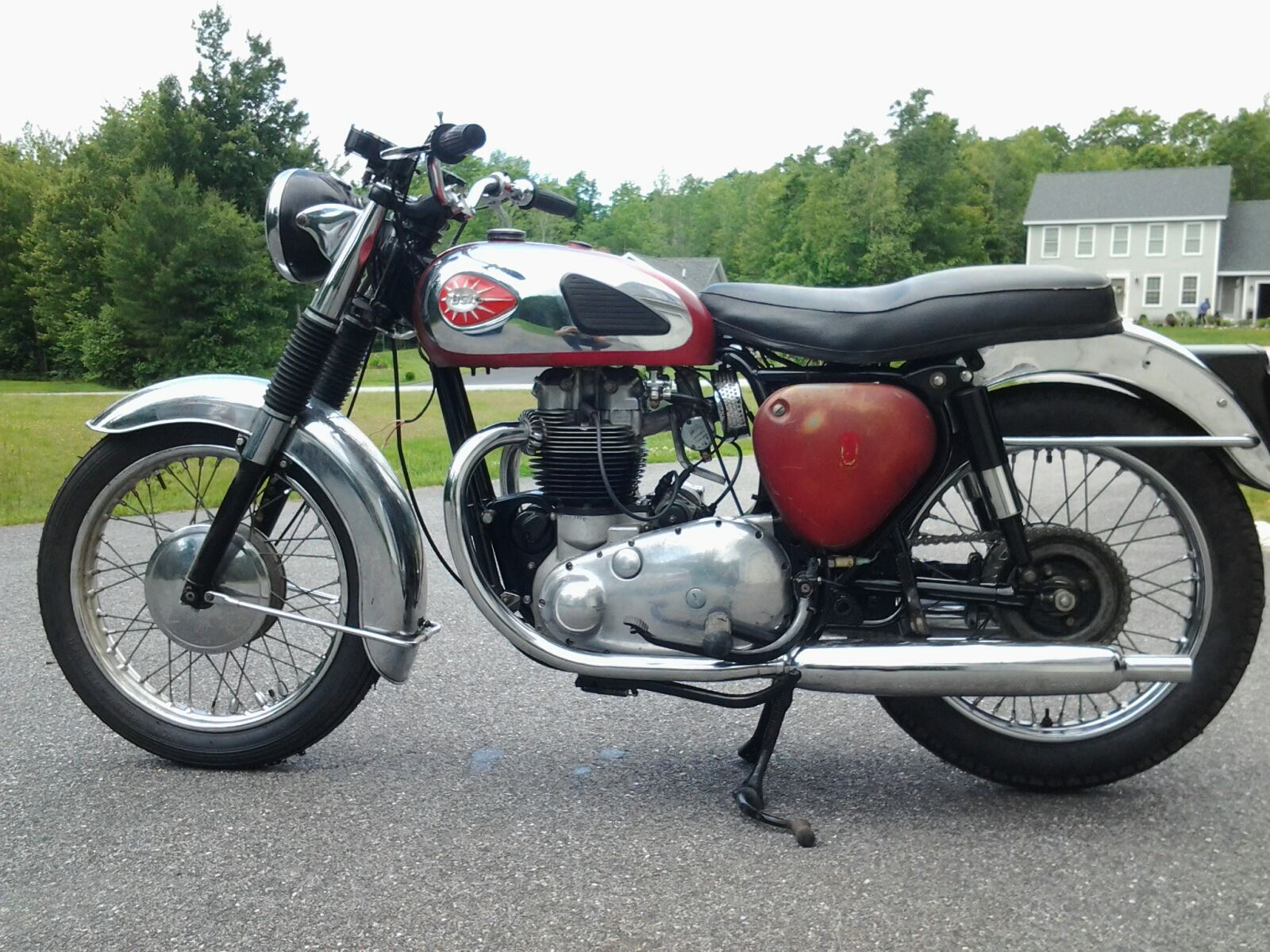
BSA A10 Super Rocket 1963 anglaise avec garde-boues enveloppants

Lancé en 1957, la Super Rocket conservait le carburateur Amal TT et l'arbre à cames sport 356 de la Road Rocket. Le taux de compression était porté à 8,5: 1 et une nouvelle culasse en alliage était installée. La culasse avait un collecteur d’admission coulé avec des lumières et des soupapes plus grandes. La soupape d’admission passait ainsi de 37 mm à 38 mm. Le vilebrequin était également renforcé par rapport aux modèles précédents. Toutes ces modifications augmentaient la puissance de sortie à 43 ch. Un premier rapport de transmission plus court améliorait l'accélération en ligne. Cycle World, le magazine américain de moto, a testé la Super Rocket à 187 km/h
De nouveaux freins furent installés avec des moyeux pleine largeur au lieu des éléments demi-largeur précédents. Le frein avant était de 203 mm) et l’arrière de 178 mm), les deux étant actionnés par des câbles. Les modèles américains avaient un ornement en forme de fusée chromé sur le garde-boue avant qui utilisait les trous de fixation de la plaque d'immatriculation avant utilisée sur d'autres marchés. Les modèles américains de la côte ouest avaient un réservoir d'essence de 15 litres, un siège «Twin-Solo» plus large et un guidon «Laconia Bend». Les modèles de la côte est recevaient un réservoir de 7,6 litres en 1958/59 qui passa à 11,4 litres à partir de 1960. Les modèles de la côte ouest recevaient une selle "coussin" plus étroite et un guidon "Gunter Bend". Un tachymètre était standard sur tous les modèles américains. Les modèles britanniques avaient un capotage de phare avant (nacelle), des garde-boue plus enveloppants et un tachymètre.
L'arbre à cames de course 357 fut installé à partir de 1960  avec un embrayage amélioré. Un carburateur monobloc de plus grand diamètre de 29 mm fut installé en 1962. Ces deux éléments augmentaient la puissance de sortie à 47 ch (34 kW).